# NGC 6580
NGC 6580 (również PGC 61566 lub UGC 11153) – galaktyka eliptyczna (E?), znajdująca się w gwiazdozbiorze Herkulesa. Odkrył ją Albert Marth 7 sierpnia 1864 roku.